# Guéron
Guéron é uma comuna francesa na região administrativa da Normandia, no departamento Calvados. Estende-se por uma área de 5,31 km². Em 2010 a comuna tinha 249 habitantes (densidade: 46,9 hab./km²).